# Belagerung von Gerberoy (1078–1079)
Die Belagerung von Gerberoy ereignete sich 1078/79 in Frankreich und markierte den Höhepunkt des Kriegs zwischen dem englischen König Wilhelm I. („der Eroberer“) und seinem rebellischen Sohn Robert Kurzhose.

## Vorgeschichte
In den 1070er Jahren entwickelte sich ein Konflikt zwischen König Wilhelm dem Eroberer von England und seinem ältesten Sohn Robert. Einer der Hauptgründe für diesen Familienstreit war, dass Robert, der die Normandie für seinen Vater als Regent verwaltete, auch offiziell als Herzog dieser Region anerkannt werden wollte. Dies wurde von Wilhelm abgelehnt. Robert floh daraufhin ins Exil. Er erhielt Unterstützung vom französischen König Philipp, der ihn auf die Burg nach Gerberoy schickte. Dort entwickelte Robert sich in den der folgenden Zeit zu einem Ärgernis für seinen Vater, dessen Territorium er bedrohte. Wilhelm entschloss sich letztlich zu einem Feldzug gegen seinen Sohn.

## Verlauf
Die Truppen Wilhelms erreichten Gerberoy wohl Ende 1078 und begannen, die Burg zu belagern. Drei Wochen nach Beginn der Belagerung wagten die Verteidiger unter Führung von Robert, der persönlich an der Spitze seines Heeres ritt, einen Ausfall. Die Belagerer wurden davon überrascht und besiegt. König Wilhelm selbst wurde verwundet und viele seiner Gefolgsleute starben oder gerieten in Gefangenschaft. Die Belagerung war damit gescheitert.

## Folgen
Die Niederlage bei Gerberoy schadete dem öffentlichen Ansehen des jahrelang militärisch ungeschlagenen englischen Königs sehr. 1080 einigten Vater und Sohn sich allerdings auf einen Frieden, was den Konflikt beendete.